# Lothar Romain
Lothar Romain (* 19. April 1944 in Geilenkirchen; † 14. Juli 2005 in Berlin) war ein deutscher Journalist, Kurator und Kunstwissenschaftler.

## Leben
Romain studierte an der Universität zu Köln Kunstgeschichte, Theaterwissenschaft, Germanistik und Philosophie. Während des Studiums war er Mitarbeiter beim Rundfunk (Südwestfunk Baden-Baden), bei dem er von 1968 an als Redakteur arbeitete. Seit 1973 war er hochschulpolitischer, dann kultur- und medienpolitischer Referent beim Parteivorstand der SPD. Von 1976 bis 1980 leitete er das Ressort Kultur beim „Vorwärts“. 1980–1981 war er Chefredakteur der Kulturzeitschrift „ergo“, die vom Carl Hanser Verlag München für das Auswärtige Amt herausgegeben wurde. Von 1982 bis 1984 arbeitete er als Kulturredakteur beim Westdeutschen Rundfunk Köln.
Romain betrieb diverse kulturelle Zeitschriftenprojekte sowie künstlerische Leitungen mehrerer Ausstellungen und war Buch- und Fachzeitschriftenautor. Er war für das Konzept der documenta 6 1977 verantwortlich und war 1987 im Beirat der documenta 8. Als Kunstkritiker trat er mit zahlreichen Veröffentlichungen hervor („Über Beuys“, „Positionen – Malerei aus der Bundesrepublik Deutschland“, „Bernhard Heiliger“, „Bernard Schultze“, „Winfred Gaul“, „Andy Warhol“ u. a.). 
Seit 1987 war Lothar Romain Gründer und Mit-Herausgeber von „Künstler – Kritisches Lexikon der Gegenwartskunst“. 1989 verfasste er mit Siegfried Salzmann die letzte große Heiliger-Monografie. Er war Kurator der Ausstellung „Bernhard Heiliger Retrospektive 1945–1995“ in der Bundeskunsthalle Bonn 1995 und prägte die erste postume Retrospektive im Nationalmuseum Szczecin 1998. Romain war 1996 der Gründungsvorstand der Bernhard-Heiliger-Stiftung und füllte dieses Amt bis zu seinem Tod 2005 aus. 
Von 1989 bis 1995 war er Kurator des Projektes „Kunst im öffentlichen Raum“, u. a. mit den bekannten neun „Busstops“. Daneben war er in Stiftungen als Kurator tätig, so seit 1989 in der Stiftung „Bremer Bildhauerpreis“, der „Bernhard-Heiliger-Stiftung“ und 1998 bei der Wiederbelebung der von August Wredow geschaffenen „Stiftung Wredow’sche Zeichenschule“ in Brandenburg an der Havel.
Von 1992 bis 1996 war Romain Professor für Kunstgeschichte des 20. Jahrhunderts an der Akademie der Bildenden Künste München, 1996 wurde er Präsident der Hochschule der Künste Berlin (HdK). Diese Institution gestaltete er um und erreichte 2001 ihre Umbenennung in Universität der Künste Berlin (UdK).
Lothar Romain wurde 2003 für den verstorbenen Axel Zerdick als Vertreter der Landesrektorenkonferenz der Berliner Hochschulen in den Rundfunkrat des RBB gewählt, dessen Vorsitz er am 1. Januar 2005 übernahm.

## Schriften
- mit Rolf Wedewer: Über Beuys. 1972.
- Zur Geschichte des deutschen Kunstvereins. In: Arbeitsgemeinschaft deutscher Kunstvereine (Hrsg.): Kunstlandschaft Bundesrepublik. Stuttgart 1984, S. 11–37.
- Wolf Vostell. Das Multiple als Strategie. In: Wolf Vostell: Retrospektive 92. Edition Braus, Heidelberg 1992, ISBN 3-925520-44-9.
- Winfred Gaul. Der Maler. Hirmer, München 1999, ISBN 3-7774-8190-4.